# Saulchoy-sous-Poix
Saulchoy-sous-Poix é uma comuna francesa na região administrativa de Altos da França, no departamento de Somme. Estende-se por uma área de 3,72 km². Em 2010 a comuna tinha 73 habitantes (densidade: 19,6 hab./km²).